# Stare Misto (Ternopil)

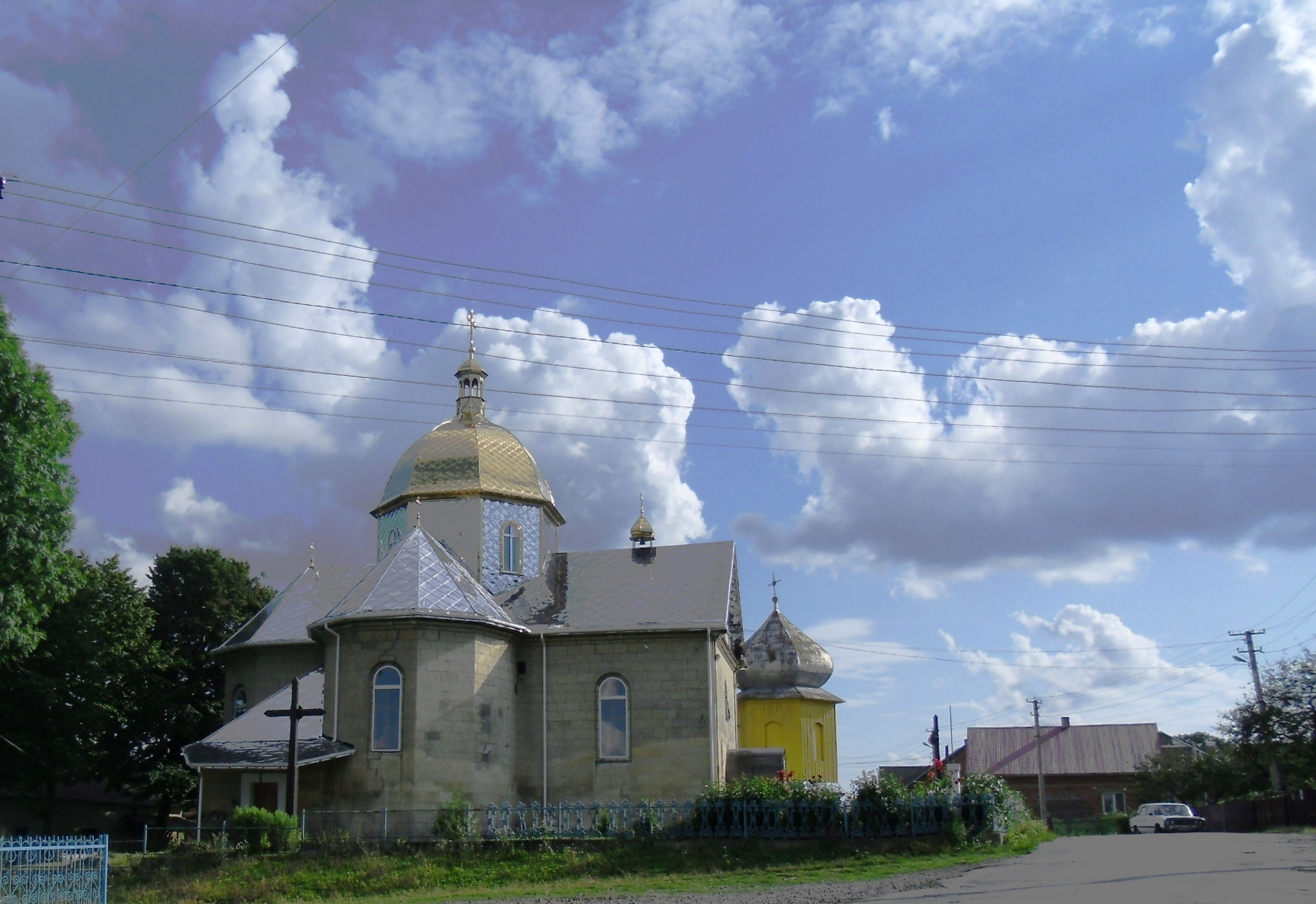
Stare Misto, St. Georgskirche (2014)

Stare Misto (ukrainisch Старе Місто; russisch Старое Мисто Staroje Misto, polnisch Stare Miasto) ist ein Dorf im Westen der ukrainischen Oblast Ternopil mit etwa 1600 Einwohnern (2001).
Das erstmals 1547 schriftlich erwähnte Dorf liegt auf einer Höhe von 380 m am Ufer des Koropez (Коропець), einem 78 km langen, linken Nebenfluss des Dnister, direkt angrenzend nordwestlich des ehemaligen  Rajonzentrums Pidhajzi und etwa 65 km südwestlich vom Oblastzentrum Ternopil.
Durch das Dorf verläuft die Territorialstraße T–20–04.
Am 12. Juni 2020 wurde das Dorf ein Teil der Stadtgemeinde Pidhajzi im Rajon Pidhajzi; bis dahin bildete es zusammen mit den Dörfern Holendra (Голендра) und Sahajzi die Landratsgemeinde Stare Misto (Староміська сільська рада/Staromiska silska rada) im Zentrum des Rajons Pidhajzi.
Am 17. Juli 2020 wurde der Ort Teil des Rajons Ternopil.

## Persönlichkeiten
- Taras Hunczak (Тарас Гунчак, 1932–2024), ukrainisch-amerikanischer Historiker und Hochschullehrer